# Atletica leggera agli XI Giochi panamericani
L'atletica leggera agli XI Giochi panamericani si è tenuta a L'Avana, Cuba, dal 2 agosto al 18 agosto 1991.

## Risultati

### Uomini
| Evento               | Oro                            | Prest.   | Argento                      | Prest.   | Bronzo                          | Prest.   |
| Corse piane          |                                |          |                              |          |                                 |          |
| 100 metri            | Robson da Silva Brasile        | 10,32    | Andre Cason Stati Uniti      | 10,35    | Jeff Williams Stati Uniti       | 10,48    |
| 200 metri            | Robson da Silva Brasile        | 20,15    | Kevin Little Stati Uniti     | 20,63    | Félix Stevens Cuba              | 20,76    |
| 400 metri            | Roberto Hernández Cuba         | 44,52    | Ian Morris Trinidad e Tobago | 45,24    | Jeff Reynolds Stati Uniti       | 45,81    |
| 800 metri            | Ocky Clark Stati Uniti         | 1:46,91  | Terril Davis Stati Uniti     | 1:46,99  | Tommy Asinga Suriname           | 1:47,24  |
| 1500 metri           | José Valente Brasile           | 3:42,90  | Bill Burke Stati Uniti       | 3:43,04  | Dan Bertoia Canada              | 3:43,71  |
| 5000 metri           | Arturo Barrios Messico         | 13:34,67 | Ignacio Fragoso Messico      | 13:35,83 | Antonio Silio Argentina         | 13:45,15 |
| 10000 metri          | Martín Pitayo Messico          | 29:45,49 | Ángel Rodríguez Cuba         | 29:54,41 | Juan Jesús Linares Cuba         | 30:09,58 |
| 3000 siepi           | Adauto Domingues Brasile       | 8:36,01  | Ricardo Vera Uruguay         | 8:36,83  | Juan Ramón Conde Cuba           | 8:37,53  |
| Corse ad ostacoli    |                                |          |                              |          |                                 |          |
| 110 metri ostacoli   | Cletus Clark Stati Uniti       | 13,71    | Alexis Sánchez Cuba          | 13,76    | Elbert Ellis Stati Uniti        | 13,89    |
| 400 metri ostacoli   | Eronilde de Araújo Brasile     | 49,96    | McClinton Neal Stati Uniti   | 50,05    | Torrance Zellner Stati Uniti    | 50,21    |
| Staffette            |                                |          |                              |          |                                 |          |
| 4x100 metri          | Cuba                           | 39,08    | Canada                       | 39,95    | Isole Vergini Americane         | 41,02    |
| 4x400 metri          | Cuba                           | 3:01,93  | Stati Uniti                  | 3:02,02  | Giamaica                        | 3:02,12  |
| Concorsi             |                                |          |                              |          |                                 |          |
| Salto in alto        | Javier Sotomayor Cuba          | 2,35 m   | Troy Kemp Bahamas            | 2,32 m   | Hollis Conway Stati Uniti       | 2,32 m   |
| Salto in lungo       | Jaime Jefferson Cuba           | 8,26 m   | Llewellyn Starks Stati Uniti | 8,01 m   | Iván Pedroso Cuba               | 7,96 m   |
| Salto triplo         | Yoelbi Quesada Cuba            | 17,06 m  | Anísio Silva Brasile         | 16,72 m  | Wendell Lawrence Bahamas        | 16,69 m  |
| Salto con l'asta     | Pat Manson Stati Uniti         | 5,50 m   | Doug Wood Canada             | 5,35 m   | Ángel García Cuba               | 5,20 m   |
| Getto del peso       | Gert Weil Cile                 | 19,47 m  | Paul Ruiz Cuba               | 19,30 m  | C.J. Hunter Stati Uniti         | 19,08 m  |
| Lancio del disco     | Anthony Washington Stati Uniti | 65,04 m  | Roberto Moya Cuba            | 63,92 m  | Juan Martínez Brito Cuba        | 63,52 m  |
| Lancio del martello  | Jim Driscoll Stati Uniti       | 72,78 m  | Jud Logan Stati Uniti        | 70,32 m  | René Díaz Cuba                  | 68,36 m  |
| Tiro del giavellotto | Ramón González Cuba            | 79,12 m  | Mike Barnett Stati Uniti     | 77,40 m  | Luis Lucumí Colombia            | 77,38 m  |
| Prove su strada      |                                |          |                              |          |                                 |          |
| Maratona             | Alberto Cuba Cuba              | 2:19:27  | José Santana Brasile         | 2:19:29  | Radamés González Cuba           | 2:23:05  |
| 20 km marcia         | Héctor Moreno Colombia         | 1:24:56  | Joel Sánchez Messico         | 1:25:45  | Marcelo Moreira Brasile         | 1:26:42  |
| 50 km marcia         | Carlos Mercenario Messico      | 4:03:09  | Miguel Rodríguez Messico     | 4:04:06  | Edel Oliva Cuba                 | 4:16:27  |
| Prove multiple       |                                |          |                              |          |                                 |          |
| Decathlon            | Pedro da Silva Brasile         | 7762 p.  | Eugenio Balanqué Cuba        | 7726 p.  | Sheldon Blockburger Stati Uniti | 7363 p.  |

### Donne
| Evento               | Oro                            | Prest.   | Argento                        | Prest.   | Bronzo                       | Prest.   |
| Corse piane          |                                |          |                                |          |                              |          |
| 100 metri            | Liliana Allen Cuba             | 11,39    | Chryste Gaines Stati Uniti     | 11,46    | Beverly McDonald Giamaica    | 11,52    |
| 200 metri            | Liliana Allen Cuba             | 23,11    | Ximena Restrepo Colombia       | 23,16    | Merlene Frazer Giamaica      | 23,48    |
| 400 metri            | Ana Fidelia Quirot Cuba        | 49,61    | Ximena Restrepo Colombia       | 50,14    | Jearl Miles Stati Uniti      | 50,82    |
| 800 metri            | Ana Fidelia Quirot Cuba        | 1:58,71  | Alisa Hill Stati Uniti         | 1:59,99  | Celeste Halliday Stati Uniti | 2:01,41  |
| 1500 metri           | Alisa Hill Stati Uniti         | 4:13,12  | Letitia Vriesde Suriname       | 4:16,75  | Sarah Howell Canada          | 4:17,55  |
| 3000 metri           | Sabrina Dornhoefer Stati Uniti | 9:16,15  | María del Carmen Díaz Messico  | 9:19,05  | Carmen Oliveira Brasile      | 9:19,18  |
| 10000 metri          | María del Carmen Díaz Messico  | 34:21,13 | Lisa Harvey Canada             | 34:25,52 | María Luisa Servín Messico   | 34:55,94 |
| Corse ad ostacoli    |                                |          |                                |          |                              |          |
| 100 metri ostacoli   | Aliuska López Cuba             | 12,99    | Odalys Adams Cuba              | 13,06    | Arnita Myricks Stati Uniti   | 13,23    |
| 400 metri ostacoli   | Lency Montelier Cuba           | 57,34    | Deon Hemmings Giamaica         | 57,54    | Tonja Buford Stati Uniti     | 57,81    |
| Staffette            |                                |          |                                |          |                              |          |
| 4x100 metri          | Giamaica                       | 43,79    | Cuba                           | 44,31    | Stati Uniti                  | 44,62    |
| 4x400 metri          | Stati Uniti                    | 3:24,21  | Cuba                           | 3:24,91  | Giamaica                     | 3:28,33  |
| Concorsi             |                                |          |                                |          |                              |          |
| Salto in alto        | Ioamnet Quintero Cuba          | 1,88 m   | María del Carmen García Cuba   | 1,85 m   | Jan Wohlschlag Stati Uniti   | 1,80 m   |
| Salto in lungo       | Diane Guthrie-Gresham Giamaica | 6,64 m   | Eloína Echevarría Cuba         | 6,60 m   | Julie Bright Stati Uniti     | 6,53 m   |
| Getto del peso       | Belsis Laza Cuba               | 18,87 m  | Connie Price-Smith Stati Uniti | 18,30 m  | Ramona Pagel Stati Uniti     | 17,76 m  |
| Lancio del disco     | Bárbara Hechevarría Cuba       | 63,50 m  | Hilda Ramos Cuba               | 63,38 m  | Lacy Barnes Stati Uniti      | 60,32 m  |
| Tiro del giavellotto | Dulce García Cuba              | 64,78 m  | Donna Mayhew Stati Uniti       | 58,44 m  | Herminia Bouza Cuba          | 56,70 m  |
| Prove su strada      |                                |          |                                |          |                              |          |
| Maratona             | Olga Appell Messico            | 2:43:36  | Maribel Durruty Cuba           | 2:46:04  | Emperatriz Wilson Cuba       | 2:48:48  |
| 10 km marcia         | Graciela Mendoza Messico       | 46:41,56 | Debbi Lawrence Stati Uniti     | 46:51,53 | Maricela Chávez Messico      | 47:44,73 |
| Prove multiple       |                                |          |                                |          |                              |          |
| Heptathlon           | DeDee Nathan Stati Uniti       | 5778 p.  | Sharon Hainer Stati Uniti      | 5770 p.  | Magalys García Cuba          | 5690 p.  |

## Medagliere
| #      | Nazione                 | Oro | Argento | Bronzo | Totale |
| ------ | ----------------------- | --- | ------- | ------ | ------ |
| 1      | Cuba                    | 18  | 12      | 12     | 42     |
| 2      | Stati Uniti             | 9   | 15      | 16     | 40     |
| 3      | Messico                 | 6   | 4       | 2      | 12     |
| 4      | Brasile                 | 6   | 2       | 2      | 10     |
| 5      | Giamaica                | 2   | 1       | 4      | 7      |
| 6      | Colombia                | 1   | 2       | 1      | 4      |
| 7      | Cile                    | 1   | 0       | 0      | 1      |
| 8      | Canada                  | 0   | 3       | 2      | 5      |
| 9      | Suriname                | 0   | 1       | 1      | 2      |
| 9      | Bahamas                 | 0   | 1       | 1      | 2      |
| 11     | Uruguay                 | 0   | 1       | 0      | 1      |
| 11     | Trinidad e Tobago       | 0   | 1       | 0      | 1      |
| 13     | Isole Vergini Americane | 0   | 0       | 1      | 1      |
| 13     | Argentina               | 0   | 0       | 1      | 1      |
| Totale | Totale                  | 43  | 43      | 43     | 129    |